# Usura

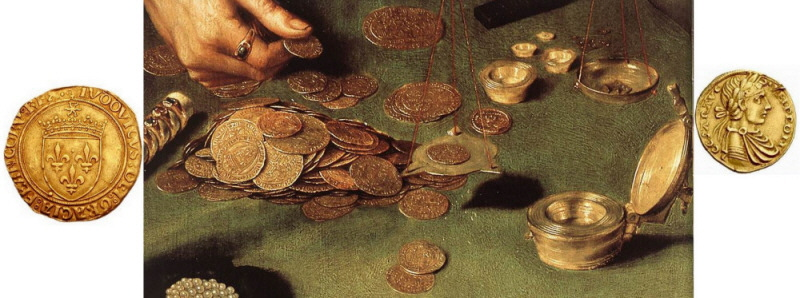
Detalle del óleo de Quintín Masis El cambista y su mujer (1514). Museo del Louvre, París.

Usura es un término moral y jurídico para denominar el cobro de dinero o de una ganancia interés excesivo sobre un préstamo, bien material, o servicio. La determinación del interés excesivo puede determinarse por leyes y también como resultado de resoluciones judiciales. En España existe un vivo debate sobre el plazo de prescripción para poder reclamar las cantidades de un contrato declarado como usurario por un juzgado; algunos juzgados aplican la regla de los cinco años y otros la imprescriptibilidad.
En las sociedades occidentales con fuerte influencia de la tradición cristiana, y hasta bien entrado el siglo XVIII se consideraba usura a cualquier cobro de intereses por el préstamo de dinero. De acuerdo con esta segunda acepción, cualquier interés que se exigiese por pequeño que fuese por un préstamo era considerado una muestra de usura.
Actualmente varios Estados de la Unión Europea tienen establecidos límites a los tipos de interés en las financiaciones con consumidores, que oscilan en su mayoría entre el 25 y el 40 % con respecto al interés medio de mercado del producto de financiación de que se trate (pago aplazado, revolving, consumo, vehículos, etc.).

## La usura y la economía
El concepto de «usura» lleva implícita la convicción de que existe un «precio justo o razonable para el ahorro», con independencia de las condiciones de oferta y de demanda, lo que ha llevado a que algunos gobiernos fijen tipos máximos de interés, con el propósito de proteger a los prestatarios, pero con el efecto práctico de crear mercados paralelos para los préstamos y créditos.
Otra corriente de pensamiento considera que tiene que haber un precio justo y razonable a la hora de fijar el tipo de interés y, por lo tanto, no pueden ser determinados exclusivamente en función de la oferta y la demanda. Sobre esta teoría los gobiernos de algunos países han establecido un límite máximo que se conoce con el nombre de «tasa de usura».
Dentro de esta corriente de pensamiento encontramos la definición que da, en España, la vigente Ley de la Represión de la Usura, del 23 de junio de 1908, popularmente conocida (aún hoy) como ley Azcárate, que declara nulo «todo contrato de préstamo en que se estipule un interés desproporcionado con las circunstancias del caso», interpretación confirmada por el Tribunal Supremo en dos sentencias.

## El interés en las culturas
No obstante, según la cultura y la época histórica de que se trate, la usura tiene distintos significados y consideraciones.

### Antigua India
La primera referencia relativa a la usura puede encontrarse en el Rig-veda (el texto más antiguo de la India, de mediados del II milenio a. C.) donde se denomina bekanāṭa a cualquier prestamista a cambio de interés.
En los Sutras (textos hinduistas del 300 a. C. al 300 d. C.) y en los Yatakas budistas (entre el 600 y el 400 a. C.) aparecen abundantes referencias al pago de interés, mostrando desprecio con esta práctica. Un conocido legislador de la época, Vásishtha, dictó una ley prohibiendo a las castas superiores (bráhmanas y kshatrias) prestar a interés.
Con el paso del tiempo, el vocablo «usura» tal y como era entendido inicialmente pierde parte de su valor, como se expresa Leyes de Manu (c. 200 a. C.): «No se puede cobrar un interés estipulado más allá de la tasa legal: lo llaman una manera usuraria de préstamo». El concepto fue evolucionando hasta la actualidad, y aunque en principio fue condenada, la usura solo se refiere al interés cobrado por encima de los niveles socialmente aceptados, dejando tanto de ser prohibido como condenado.

### Mundo occidental antiguo
Son numerosos los filósofos de Occidente que condenaron la usura, entre los que cabe citar a Platón, Aristóteles, Catón, Cicerón, Séneca y Plutarco.
Las reformas legales de la República romana (Lex Genucia, del 340 a. C.) prohíben la usura y el interés, aunque su práctica era corriente en el período final de la República. Bajo Julio César —época en la que el número de deudores llegó a ser muy alto— se impuso un tipo máximo del 12 %, tasa que en tiempos de Justiniano I bajó hasta una media de entre 4 y 8 %.

### El cristianismo
La Iglesia católica ha condenado tradicionalmente el cobro de intereses, censurándolo con el nombre de «usura». San Buenaventura decía que con el cobro de intereses se vendía el tiempo. Para algunos de los escolásticos del Siglo de oro español, usura es el precio cobrado en cualquier préstamo, ya que entendían que el dinero no era productivo y de acuerdo con esta interpretación, todos los bancos practicaban la usura. La Iglesia cristiana tomó como causa propia la prohibición de los intereses, provocando un intenso debate que duró más de mil años. Se tomó como referencia tanto los decretos del Antiguo testamento (Éxodo, XXII, 25; Levítico, XXV, 35-37; Deuteronomio, XXIII, 20; Salmo XV) como una referencia a la usura en el Nuevo testamento (Lucas, VI, 36-38).
Con esta base, la Iglesia católica prohibió en el Concilio de Nicea I el cobro de intereses al clero, regla que luego extendió al estado laico en el siglo V.
Bajo Carlomagno (Admonitio generalis, siglo VIII), la usura fue declarada delito. Este movimiento contra la usura ganó ímpetu durante la Alta Edad Media hasta el punto que, en 1311, el papa Clemente V prohibió totalmente la usura y declaró nula toda legislación secular en su favor. Las Cortes de Castilla reunidas en la ciudad de Alcalá de Henares bajo el reinado de Alfonso XI prohíben esta práctica en 1348. No obstante, fueron apareciendo tanto vacíos en la ley (véase Contractum Trinius) como contradicciones en los argumentos de la Iglesia, lo que provocó una lenta revisión de ideas a favor del cobro de intereses. El ascenso del protestantismo incidió fuertemente en el cambio, aun cuando hay que destacar que tanto Martín Lutero como Juan Calvino expresaron reservas acerca de la práctica de la usura, sin por ello dejar de condenarla.
Algunos intelectuales dentro de la más pura ortodoxia y en el seno de la Iglesia Católica defendieron la licitud del cobro de intereses.
Muy comentada en su tiempo fue la obra De usuras y simonía (1569), en la que su autor, Martín de Azpilicueta justificaba la licitud de los préstamos con interés. Como resultado de todas estas influencias, de acuerdo al teólogo Ruston, alrededor de 1620 «la usura pasó desde ser una ofensa a la moralidad pública (que un gobierno cristiano hubiera debido suprimir), hasta materia de conciencia personal, y una nueva generación de moralistas cristianos redefinieron la usura como interés excesivo». No obstante, para algunos de los escolásticos del Siglo de oro español, usura sigue siendo el precio cobrado en cualquier préstamo, ya que entendían que el dinero no era productivo y de acuerdo con esta interpretación, no habría banco que no practicara la usura.

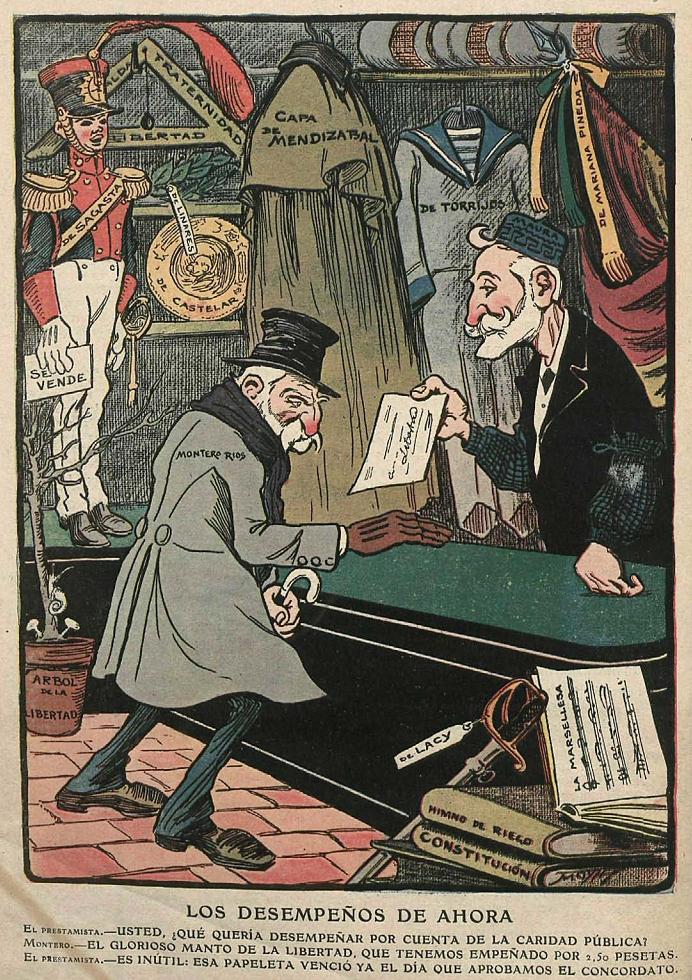
Los desempeños de ahora, dibujo de Joaquín Moya, publicado en la revista satírica Gedeón el 16 de diciembre de 1904.

De cualquier forma, las críticas siguen impregnando todavía el pensamiento de la iglesia. Así, la Iglesia de Escocia declara en su informe sobre la ética de la inversión y la banca (1988): «Aceptamos que la práctica de cargar un interés por negocios y préstamos personales, no es, por sí mismo, incompatible con la ética cristiana. Lo que es más difícil de determinar es si el interés impuesto es justo o excesivo».
La ambigüedad continúa, pues mientras la encíclica Rerum Novarum (1891) del papa León XIII habla de la «usura devoradora… un demonio condenado por la Iglesia pero de todos modos practicado de modo engañoso por hombres avarientos», en la encíclica Sollicitudo rei socialis (1987) de Juan Pablo II, no aparece ninguna mención explícita a la usura, excepto por su referencia a la crisis de la deuda externa del Tercer Mundo.

### El islam
Mahoma estableció la crítica de la usura, crítica reforzada por sus enseñanzas recogidas en el Corán, alrededor del año 600.
La palabra original utilizada es riba, referida directamente a los intereses sobre préstamos y que literalmente significa ‘exceso o adición’. Así, los economistas islámicos Choudhury y Malik, de acuerdo con el propio Corán, sostienen que la prohibición del interés en los tiempos del califa Omar era un principio bien establecido e integrado al sistema económico del islam. Pero esta interpretación no fue ni universalmente aplicada ni universalmente aceptada en el mundo islámico. Una escuela de pensamiento islámica que surge durante el siglo XIX, dirigida por Sir Sayyed, sostiene una interpretación diferenciada entre usura —que se refiere a los préstamos para el consumo— y el interés, que se refiere a los préstamos para inversión comercial.
En los tiempos modernos, en ámbitos islámicos, se han desarrollado instituciones financieras que no cargan interés como, por ejemplo, en Irán, Pakistán, Arabia Saudita, el banco Dar-al-Mal-al-Islami (en Ginebra) y los bancos islámicos en Estados Unidos.

### El judaísmo
La crítica de la usura en el judaísmo tiene sus raíces en varios pasajes del Antiguo Testamento, que afirman que tomar a interés es prohibido, desalentado o despreciado.
En hebreo, la palabra para interés es neshekh —aunque en el Levítico también se usaban tarbit y marbit (que significa literalmente ‘mordida’)— y se cree que refiere a la exacción de interés desde el punto de vista del deudor.
En el Éxodo y el Levítico se aplica exclusivamente a préstamos a los pobres y desvalidos. En el Deuteronomio la prohibición se extiende a todos los préstamos, excluyendo el trato comercial con «extranjeros».
El Talmud recoge varias extensiones de las prohibiciones del interés, conocidas como avak ribbit (literalmente ‘el polvo del interés’), aplicado a cierto tipo de ventas, rentas o contratos de trabajo. Se distingue del rubbit kezuzah, tasa de interés adecuado acordada entre el prestamista y el prestatario.
A pesar de la prohibición, esta regla no parece haber sido observada en tiempos bíblicos. Además de que en el Antiguo Testamento se encuentra varias referencias a prestamistas que son implacables en el cobro del interés, en el Papiro Elefantino figura que entre los judíos de Egipto del siglo V a. C. se asume que el interés sería cargado a los préstamos, lo que sugiere que el cobro de intereses no sería una violación del derecho, sino como una trasgresión moral.
Con el tiempo se estableció una forma normalizada de legalización del cobro de intereses, conocida como hetter iska, que se refiere al permiso para formar sociedades. Esto se ha hecho tan corriente que hoy en día todas las transacciones que incorporan el pago de intereses se hacen abiertamente de acuerdo con el derecho hebreo, simplemente agregando al contrato las palabras al-pi hetter iskah.

## Derecho comparado

#### Unión Europea
Varios Estados miembros de la Unión Europea establecen límites a los tipos de interés, especialmente en el ámbito de consumo. La mayoría de las leyes permiten aplicar un margen de entre el 25 y el 40 % con respecto al tipo medio de mercado del producto de financiación de que se trate. En algunos casos, puede ser incluso mayor.
Estos márgenes son más amplios que los que están aplicando algunos de los juzgados en España, donde no existe una referencia específica, aunque algunos Juzgados han empezado a fijarse en las reglas que se aplican en Francia, donde rige la regla del tercio, permitiendo un margen hasta el 33,33 % del interés medio de mercado de un producto de financiación concreto (pago aplazado, revolving, consumo, vehículos, etc.).
La mayoría de los Estados miembros de la Unión Europea que tienen establecidos límites aplican una fórmula en forma de porcentaje de desvío o suma de puntos porcentuales con respecto al interés medio de mercado de un producto de financiación en cuestión.
Francia considera que existe usura cuando el tipo de interés aplicado supera en un tercio al tipo medio y el Banco de Francia publica mensualmente unas tablas donde se fijan exactamente cual es el tipo de interés que se considera usurario. Actualmente (febrero de 2023), para un crédito del consumo, del tipo que sea, por un importe de 5.000 euros, la tasa de usura en Francia está en el 10,60 %, siendo el tipo de interés máximo aún más reducido si el crédito es de un importe superior a 6.000 euros. En los créditos hipotecarios se considera usura si el tipo de interés supera el 4 %.
Portugal permite aplicar un margen de hasta un 25 % adicional del interés medio de mercado. Dinamarca hasta un 35 %. Suecia hasta un 40 %. Alemania aplica dos criterios; el primero es que no sobrepase el doble del interés medio de mercado (supra duplum) pero si el interés medio de mercado es superior al 12 % entonces no puede superar más de 12 puntos el interés medio de mercado (Ejemplo: si el interés medio de mercado de un producto fuese 15 %, entonces no podría superarse el 27 %).
Italia, permite aplicar un margen de hasta un 25 % adicional al interés medio de mercado del producto de financiación en cuestión, más cuatro puntos adicionales, siempre y cuando dicha suma no supere en 8 puntos porcentuales el interés medio de mercado.
A nivel comunitario no existe todavía una norma que armonice esta materia, aunque actualmente el Borrador de Propuesta de Directiva de Crédito al Consumo reconoce que “La fijación de límites máximos a los tipos de interés, a las tasas anuales equivalentes o al coste total del crédito para el consumidor es una práctica habitual en varios Estados miembros” y en el artículo 31 apartado 1 invita a que los Estados fijen límites máximos a “uno o varios de los siguientes elementos”: a) el TIN, b) la TAE, c) el coste total del crédito para el consumidor.

#### América Latina
Habitualmente se escucha de préstamos abusivos en donde las personas terminan pagando más de lo debido, ya que por falta de educación financiera acuden a estos servicios sin considerar el daño que les puede causar a futuro. Los intereses que se llegan a pagar superan los límites legales.

##### Usura en Argentina
La usura se lleva a cabo cuando existe un aprovechamiento de falta de conocimiento, necesidades y la inexperiencia de la persona al cobrarle tasas de interés desproporcionadas, lo cual está penado por la Ley.
Como medidas que se ha tomado para combatir la usura en Argentina, se tiene lo establecido en el Código Penal de Argentina, en el artículo 175 bis se menciona que el que se aproveche de la necesidad o la inexperiencia de una persona y le hiciera pagar intereses o dar otras ventajas evidentemente desproporcionadas con su prestación será reprimido con cárcel de uno a tres años y con una penalidad de 3000 a 30000 pesos.

##### Usura en Ecuador
El Código Orgánico Integral Penal del Ecuador, define la usura en el artículo 309 como: "la persona que otorgue un préstamo directa o indirectamente y estipule un interés mayor que el permitido por ley, será sancionada con pena privativa de libertad de cinco a siete años. Cuando el perjuicio se extienda a más de cinco personas, será sancionada con pena privativa de libertad de siete a diez años. La persona que simule la existencia de un negocio jurídico y oculte un préstamo usurario, será sancionada con pena privativa de libertad de cinco a siete años".
Las tasas de interés activas máximas vigentes son establecidas por la Junta de Política y Regulación Financiera. Mediante la resolución n.º JPRF-F-2021-004, las mismas se definieron considerando las recomendaciones de la “Metodología para el Cálculo de las Tasas de Interés Activas” que elaboró el Banco Central del Ecuador en diciembre de 2021.